# Józef Winiewicz

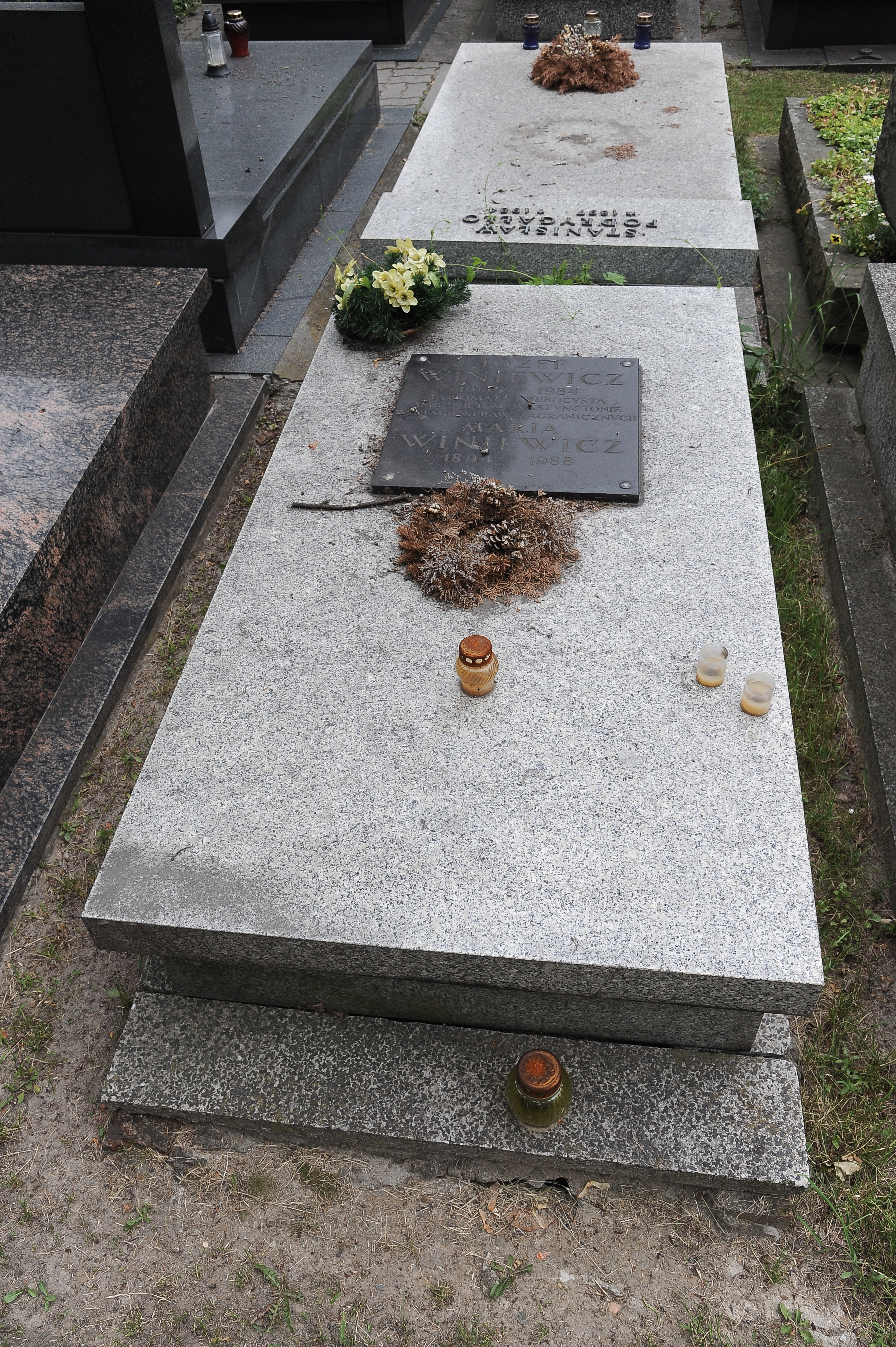
Grób Józefa Winiewicza na warszawskim cmentarzu Wojskowym na Powązkach

Józef Maria Winiewicz (ur. 6 czerwca 1905 w Poznaniu, zm. 23 marca 1984 w Warszawie) – polski dyplomata i dziennikarz, ambasador w Stanach Zjednoczonych (1947–1955), wiceminister spraw zagranicznych (1956–1972).

## Życiorys
Był synem Józefa i Bolesławy z Kruegerów. Studiował na Uniwersytecie Poznańskim (1923–1926), początkowo na Wydziale Rolniczo-Leśnym, następnie na Wydziale Ekonomicznym. Dyplom magistra nauk ekonomiczno-politycznych UP otrzymał 13 lipca 1933. Przed wojną związany był przede wszystkim z redakcją „Dziennika Poznańskiego” (od 1930 do 1939 pełnił funkcję redaktora naczelnego), współpracował także z „Ilustrowanym Kurierem Codziennym” i „Gazetą Polską”, „Wiadomościami Literackimi”. Był także członkiem Syndykatu Dziennikarzy Wielkopolskich i Związku Zawodowego Dziennikarzy Rzeczypospolitej Polskiej, Prezesem Stowarzyszenia Dziennikarzy Państwowców w Poznaniu, wiceprezesem sekcji prasowej przy radzie wojewódzkiej Bezpartyjnego Bloku Współpracy z Rządem, członkiem zarządu okręgowego Ligi Morskiej i Kolonialnej, prezesem Koła Przyjaciół Związku Strzeleckiego.
W chwili wybuchu II wojny światowej pracował w radiostacji „Warszawa II”, gdzie nadawał audycje po niemiecku. W grudniu 1939, po przekroczeniu granicy pod Muszyną, znalazł się na Węgrzech, gdzie redagował skierowane do uchodźców „Wieści Polskie” (luty – kwiecień 1940). W obawie przed aresztowaniem przez Jugosławię i Grecję dotarł do Turcji. W Stambule rozpoczął współpracę z Ministerstwem Prac Kongresowych Rządu Londyńskiego. Następnie przez Egipt i Palestynę w 1941 dotarł do Londynu. Od 1943 pozostawał w kontakcie ze Związkiem Patriotów Polskich oraz z dziennikarzami sowieckimi.
W 1945 powrócił do Polski i został zatrudniony w resorcie spraw zagranicznych. Od czerwca 1945 przygotowywał materiały na konferencję poczdamską. W lipcu 1945 ponownie wyjechał do Londynu jako radca ambasady. We wrześniu 1945 wrócił do centrali MSZ, zaś w listopadzie 1945 wrócił do Londynu na poprzednie stanowisko. Od stycznia 1947 do marca 1955 pełnił funkcję ambasadora Polski w Stanach Zjednoczonych. W tym czasie między innymi reprezentował Polskę na konferencji pokojowej w San Francisco. 1 marca 1955 został dyrektorem Departamentu III MSZ, w kwietniu członkiem Kolegium MSZ. 1 września 1955 otrzymał stopień ambasadora nadzwyczajnego i pełnomocnego ad personam. Od 1 stycznia 1956 do 1972 był podsekretarzem stanu w Ministerstwie Spraw Zagranicznych. Reprezentował Polskę na kolejnych sesjach Zgromadzenia Ogólnego ONZ. 1 grudnia 1964 został członkiem Polskiej Zjednoczonej Partii Robotniczej. W czerwcu 1968 wszedł w skład Komitetu Honorowego oraz Komitetu Przygotowawczego obchodów 500 rocznicy urodzin Mikołaja Kopernika. Od 1972 był wiceprezesem w Towarzystwie Łączności z Polonią Zagraniczną.
W 1983 był przewodniczącym Komitetu Organizacyjnego Klubu Publicystyki Międzynarodowej Stowarzyszenia Dziennikarzy PRL.
Pochowany z honorami 29 marca 1984 na cmentarzu Wojskowym na Powązkach w Warszawie (kwatera C39-3-3). W uroczystości uczestniczyli m.in. członkowie Biura Politycznego KC PZPR Józef Czyrek i Stefan Olszowski, ówczesny minister spraw zagranicznych.

## Ordery i odznaczenia
- Order Sztandaru Pracy I klasy (dwukrotnie, w tym 31 stycznia 1972)[6]
- Order Sztandaru Pracy II klasy (1959)[7]
- Krzyż Komandorski z Gwiazdą Orderu Odrodzenia Polski
- Krzyż Komandorski Orderu Odrodzenia Polski (22 lipca 1951)[8]
- Krzyż Kawalerski Orderu Odrodzenia Polski (11 listopada 1934)[9]
- Wielki Oficer Orderu Zasługi Republiki Włoskiej (1965)[10][11]
- Złoty Medal „Za zasługi w rozwoju przyjaźni i współpracy z CSRS” (Czechosłowacja, 1970)[12]
- Medal pamiątkowy Rady Ochrony Pomników Walki i Męczeństwa (1971)[13]

## Wybrane publikacje
- Mniejszości narodowe w Wielkopolsce, Poznań, 1936.
- Mobilizacja sił niemieckich w Polsce, Warszawa, 1939.
- Józef Winiewicz, Co pamiętam z długiej drogi życia, Wyd. 1, Poznań: Wydawn. Poznańskie, 1985, ISBN 978-83-210-0537-9 [dostęp 2025-07-06]. Brak numerów stron w książce